# Болл, Кэролайн
Кэролайн Болл (англ. Caroline Ball, полное имя Caroline Peddle Ball; 1869—1938) — американская скульптор.

## Биография
Родилась 1 ноября 1869 года в городе Терре-Хот, штат Индиана, в семье Чарльза Рагана Педдла и его жены Мэри Элизабет Болл.
Изучала искусство в Политехническом институте Роуза (ныне Rose–Hulman Institute of Technology) и Пенсильванской академии изящных искусств. Продолжила свое образование в Лиге студентов-художников Нью-Йорка под руководством Огастеса Сен-Годенса и Кеньона Кокса. Являлась членом Guild of Arts and Crafts и Art Students' League.
Кэролайн Болл работала в компании Tiffany Glass Company Луиса Тиффани, которая выставляла её работы на Всемирной выставке 1893 года в Чикаго. В конце 1890-х годов она отправилась в Европу. С сентября 1895 года по март 1896 года находилась в Италии во Флоренции. Затем поехала во Францию, где у неё была студия в Париже в течение нескольких лет, начиная с мая 1897 года.
Она получила почетное упоминание на Всемирной выставке 1900 года в Париже за свою работу «Victory» на выставочном здании США. Болл вернулась в Соединённые Штаты в 1902 году и работала в своей студии до конца жизни, специализируясь на небольших бронзовых изображениях детей.
16 октября 1902 года она вышла замуж за Бертрана Болла, у них был один ребёнок — дочь Мэри (Mary Asenath Ball, род. 30 сентября 1903), но брак закончился разводом.
Умерла 1 октября 1938 года в собственном доме в городе Харвинтон, штат Коннектикут.